# Gräfendorf
Gräfendorf település Németországban, azon belül Bajorországban. Lakosainak száma 1317 fő (2023. december 31.). Gräfendorf Hammelburg, Karsbach, Gemünden am Main, Rieneck, Burgsinn és Wartmannsroth községekkel határos.

## Népesség
A település népessége az elmúlt években az alábbi módon változott:
| Lakosok száma | 777  | 1452 | 1383 | 1387 | 1390 | 1368 | 1365 | 1351 | 1337 | 1317 |
|               | 1975 | 1987 | 2012 | 2013 | 2014 | 2016 | 2017 | 2019 | 2022 | 2023 |